# Фоминська (Великоустюзький район)
Фоми́нська (рос. Фоминская) — присілок у складі Великоустюзького району Вологодської області, Росія. Входить до складу Трегубовського сільського поселення.

## Населення
Населення — 7 осіб (2010; 7 у 2002).
Національний склад (станом на 2002 рік):
- росіяни — 100 %